# غريغوريو دي ليو
غريغوريو دي ليو (بالإيطالية: Gregorio Di Leo)‏ هو عالم نفس إيطالي، ولد في 12 يوليو 1983 في باليرمو في إيطاليا.